# Et løjerligt eventyr
Et løjerligt eventyr er en dansk børnefilm fra 1989, der er instrueret af Thomas Gammeltoft efter manuskript af ham selv, Jaques Mathiessen og Erik Norsker. Udgangspunktet for filmen er en teaterforestilling fra Det Lille Teater i København.

## Handling
Et eventyr - for små børn - om den unge mand, der med et magisk løg i lommen drager ud i verden. Han møder heks, konge, prinsesse og flere andre.